# 施蒂格爾馬特巴赫河
47°22′27″N 8°24′03″E / 47.37417°N 8.40076°E

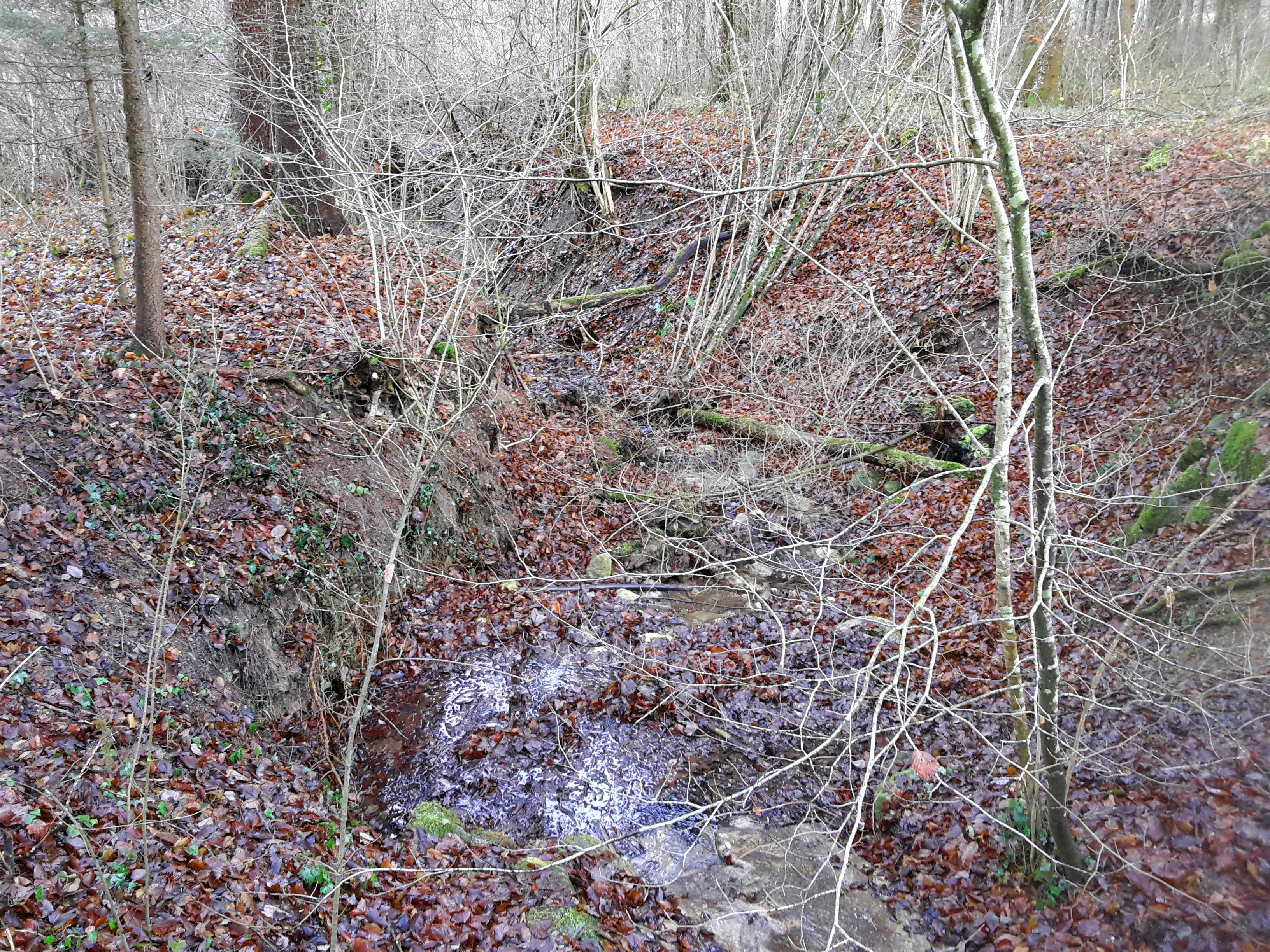

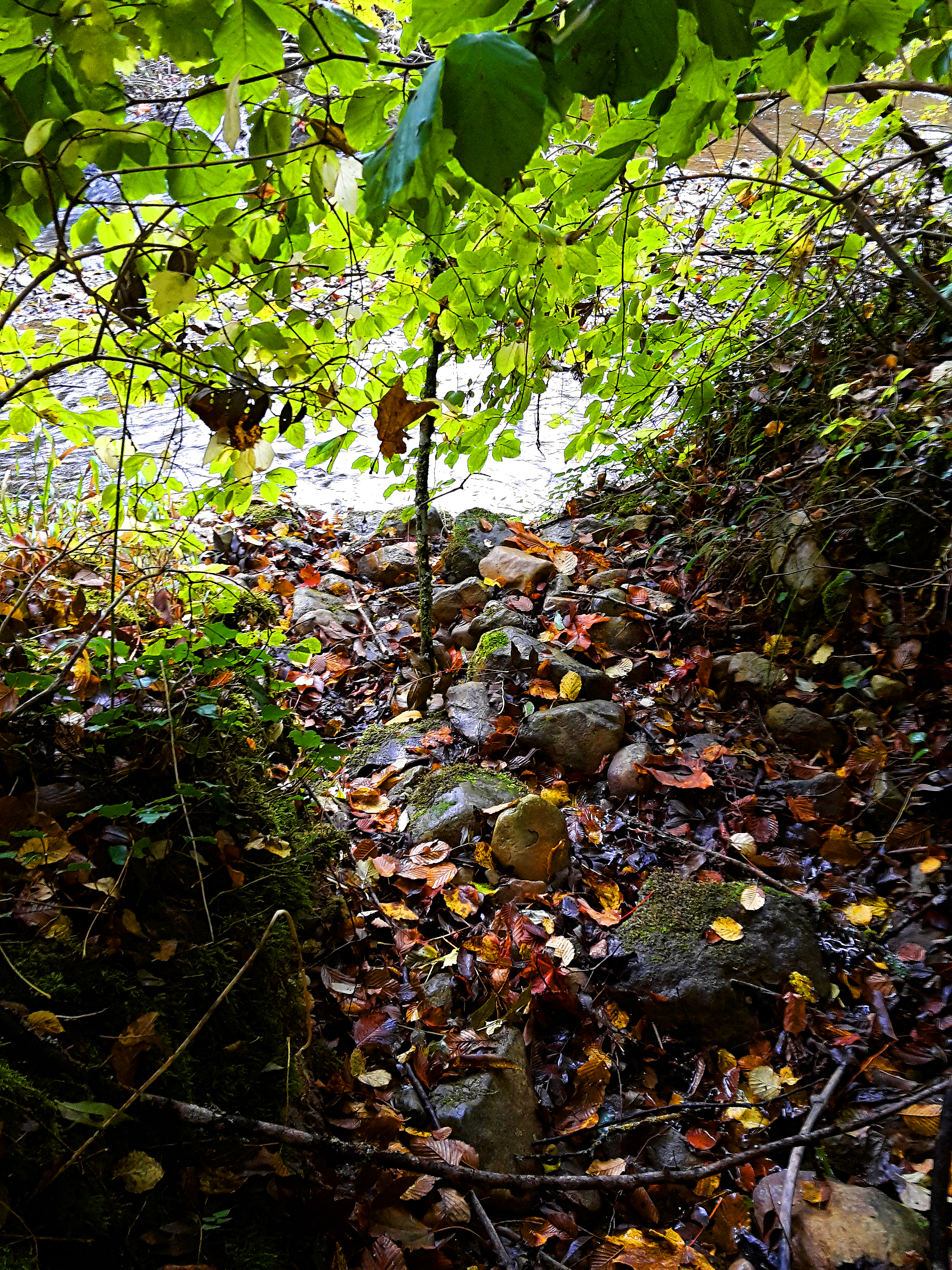

施蒂格爾馬特巴赫河是瑞士的河流，位於該國北部，流經阿爾高州和蘇黎世州，河道全長1公里，流域面積0.4平方公里，河畔城鎮有魯多夫特滕-弗里德里斯貝格、烏多夫和貝爾格迪蒂孔。